# Perișoru
Perișoru is een Roemeense gemeente in het district Călărași.
Perișoru telt 5380 inwoners.